# Temporada 2019 del Campeonato de España de Rally
La temporada 2019 fue la edición 63.ª del Campeonato de España de Rally. Comenzó el 23 de marzo en el Rally Sierra Morena y terminó el 24 de noviembre en el Rally Comunidad de Madrid. El Rally Islas Canarias fue puntuable para el Campeonato de Europa de Rally y la Abarth Rally Cup; el Sierra Morena, Adeje y el Princesa para la Iberian Rally Trophy mientras que el Rally de Ferrol lo fue para el TER. Cuatro pruebas (Canarias, Ourense, Princesa y Madrid) entraron también por primera vez en el calendario del Campeonato de España de Rally Mixto (S-CER), certamen que combinó pruebas del nacional de asfalto y del nacional de tierra) que en 2019 celebró su primera edición.
Pepe López con seis victorias a bordo de su Citroën C3 R5 fue el vencedor del campeonato de pilotos, el primer título nacional en su trayectoria deportiva, mientras que Iván Ares fue subcampeón por segundo año consecutivo. Las tres victorias de Ares y una de su compañero Surhayen Pernía, permitió a Hyundai sumar su segundo título de marcas en el campeonato de España. Citroën fue segunda y Suzuki sin ninguna victoria pero con cuatro podios fue tercera. En el trofeo de escuderías Blendio logró el primer puesto. Además del título Pepe López también se adjudicó el triunfo en la Copa para Vehículos FIA y en el Trofeo para Vehículos R5. En el trofeo júnior resultó vencedor Unai de La Dehesa, en el trofeo copilotos femeninos Alba Sánchez, en el campeonato de copilotos Borja Rozada, en la categoría GT y sin rivales triunfó Alberto Monarri que también venció en el trofeo para vehículos de dos ruedas motrices, en la categoría R2 Ignacio Braña, en el grupo N José Antonio Martínez del Río, en el grupo N3 Pablo Medina y en N5 el andorrano Joan Vinyes.

## Calendario
El Rally do Cocido pasó de marzo a junio entre Ourense y Ferrol por lo que el Sierra Morena abrió el calendario. El Rally de Ferrol puntuó por primera vez para el Tour European Rally.
| N.º | Fecha               | Prueba                              | Resultados | Series     |
| --- | ------------------- | ----------------------------------- | ---------- | ---------- |
| 1   | 23–24 de marzo      | 37.º Rally Sierra Morena            | Resultados |            |
| 2   | 2–4 de mayo         | 43.º Rally Islas Canarias           | Resultados | S-CER, ERC |
| 3   | 9–11 de mayo        | 29.º Rally Villa de Adeje           | Resultados |            |
| 4   | 8–9 de junio        | 52.º Rally de Ourense               | Resultados | S-CER      |
| 5   | 21–22 de junio      | 24+ Rally do Cocido                 | Resultados |            |
| 6   | 20–21 de julio      | 50.º Rally de Ferrol                | Resultados | TER        |
| 7   | 12–14 de septiembre | 56.º Rally Princesa de Asturias     | Resultados | S-CER      |
| 8   | 28–29 de septiembre | 43.º Rally Villa de Llanes          | Resultados |            |
| 9   | 19–20 de octubre    | 40.º Rally de Cantabria             | Resultados |            |
| 10  | 9–10 de noviembre   | 25.º Rally de La Nucía-Mediterráneo | Resultados |            |
| 11  | 23–24 de noviembre  | 10.º Rally Comunidad de Madrid      | Resultados | S-CER      |

## Cambios y novedades

### Vehículos admitidos
- Categoría 1: R5, Super 2000 (1.6 CC) o RRC, Super 2000 (2.0 cc) atmosféricos, R-GT, R4, R4 Kit, GT Rallye, grupo N+, Nacional 1 (N1), Nacional 5 (N5).
- Categoría 2: grupo N, R3T, R3, grupo A (-1600 cc) turboalimentado, grupo A (entre 1600 y 2000) atmosférico, Super 1600, Super 1600 RFEA.
- Categoría 3: R3D, R2, grupo A (-1600 cc) atmosféricos, Nacional 2 (N2), Históricos.
- Categoría 4: R1, N (tracción delantera y anterior al año 2010), Nacional 3 (N3), monomarca.

### Puntuación
Sistema de puntuación para todos los campeonatos, excepto el campeonato de marcas. Se tienen en cuenta todos los resultados menos tres, de los cuales dos se descuentan de los seis primeros del calendario y uno del resto de pruebas.
| Posición | 1  | 2  | 3  | 4  | 5  | 6  | 7  | 8  | 9  | 10 | 11 | 12 | 13 | 14 | 15 | 16 | 17 | 18 | 19 | 20 |
| -------- | -- | -- | -- | -- | -- | -- | -- | -- | -- | -- | -- | -- | -- | -- | -- | -- | -- | -- | -- | -- |
| Puntos   | 35 | 30 | 27 | 25 | 23 | 21 | 19 | 17 | 15 | 13 | 11 | 9  | 8  | 7  | 6  | 5  | 4  | 3  | 2  | 1  |

Sistema de puntuación para el campeonato de marcas. Para participar cada marca debe esta registrada y solo se tienen en cuenta los dos primeros clasificados de cada equipo.
| Posición | 1  | 2  | 3  | 4  | 5  | 6  | 7  | 8  | 9  | 10 | 11 | 12 | 13 | 14 | 15 |
| -------- | -- | -- | -- | -- | -- | -- | -- | -- | -- | -- | -- | -- | -- | -- | -- |
| Puntos   | 30 | 27 | 24 | 21 | 19 | 17 | 15 | 13 | 11 | 9  | 7  | 6  | 5  | 4  | 3  |

TC Plus
Puntos obtenidos a los tres primeros clasificados del tramo denominado TC Plus (solo para el campeonato de pilotos y copilotos).
| Posición | 1 | 2 | 3 |
| -------- | - | - | - |
| Puntos   | 3 | 2 | 1 |

### Trofeos y copas de promoción
Trofeos y copas para la temporada 2019.
- Copa Suzuki Swift (pruebas puntuables: Ourense, Cocido, Ferrol, Princesa de Asturias, Llanes, La Nucía-Mediterráneo y Comunidad de Madrid).
- Dacia Sandero Cup (pruebas puntuables: Sierra Morena, Ourense y Princesa más tres pruebas del campeonato de tierra).[5]
- Beca Júnior R2 (BKR2). Pruebas puntuables: Sierra Morena, Llanes y Comunidad de Madrid, más dos pruebas del campeonato de tierra y el Rally RACC (este último solo la primera etapa).
- Copa N5 RMC (pruebas puntuables: Islas Canarias, Ourense, Princesa de Asturias y Comunidad de Madrid, más cuatro pruebas del campeonato de tierra).[6]
- El Rally Sierra Morena formaba parte de la Peugeot Rally Cup Ibérica y el Comunidad de Madrid para esta copa y para la Copa Kobe Motor.

## Equipos
| Equipo                     | Automóvil              | Piloto                          | Copiloto                 | Rondas            |
| Equipos oficiales          | Equipos oficiales      | Equipos oficiales               | Equipos oficiales        | Equipos oficiales |
| -------------------------- | ---------------------- | ------------------------------- | ------------------------ | ----------------- |
| Hyundai Motor España       | Hyundai i20 R5         | Iván Ares                       | José Antonio Pintor      | 1                 |
| Hyundai Motor España       | Hyundai i20 R5         | Iván Ares                       | David Vázquez Liste      | 2-11              |
| Hyundai Motor España       | Hyundai i20 R5         | Surhayen Pernía                 | Alba Sánchez González    | 1-5, 7-11         |
| Hyundai Motor España       | Hyundai i20 R5         | José Antonio Suárez             | Daniel Cué               | 1                 |
| Hyundai Motor España       | Hyundai i20 R5         | José Antonio Suárez             | Alberto Iglesias Pin     | 2-3               |
| Hyundai Motor España       | Hyundai i20 R5         | Francisco Antonio López Pacheco | Borja Odriozola          | 1-4, 7-8, 10      |
| Hyundai Motor España       | Hyundai i20 R5         | Álvaro Lobera                   | Borja Odriozola          | 11                |
| Suzuki Motor Ibérica       | Suzuki Swift Sport R+  | Joan Vinyes                     | Jordi Mercader           | 1, 3-11           |
| Suzuki Motor Ibérica       | Suzuki Swift Sport R+  | Javier Pardo Siota              | Adrián Pérez Fernández   | 1, 3-11           |
| Citroën Rally Team         | Citroën C3 R5          | Pepe López                      | Borja Rozada             | 1-2, 4-11         |
| Citroën Rally Team         | Citroën C3 R5          | Jesús Puras                     | Juan Carlos Dorado       | 7, 9              |
| Abarth España              | Abarth 124 Rally RGT   | Alberto Monarri                 | Alberto Chamorro         | 1-4, 7-8, 11      |
| Renault Sport España       | Renault Clio N5        | Fran Cima                       | Alex Cid                 | 2, 4              |
| Renault Sport España       | Renault Clio N5        | Fran Cima                       | Diego Sanjuan            | 7                 |
| Renault Sport España       | Renault Clio N5        | Fran Cima                       | Juan Luis García         | 11                |
| Peugeot Rally Academy      | Peugeot 208 Rally4     | Efrén Llarena                   | Sara Fernández           | 11                |
| Equipos privados           |                        |                                 |                          |                   |
| C.D. Fuertwagen Motorsport | Hyundai i20 R5         | Yeray Lemes                     | Ariday Bonilla           | 1-4               |
| C.D. Fuertwagen Motorsport | Citroën C3 R5          | Emma Falcón                     | Eduardo González Delgado | 1-2, 4, 7         |
| Yacar Racing               | Citroën C3 R5          | Víctor Senra                    | Ramón López              | 6                 |
| Auto-Laca Competición      | Ford Fiesta R5         | Miguel Ángel Fuster             | Rodrigo Sanjuan          | 10                |
| RMC Motorsport             | Ford Fiesta R5         | Daniel Alonso                   | Cándido Carrera          | 4                 |
| RMC Motorsport             | Ford Fiesta R5         | Iago Caamaño                    | Julian Naya              | 1                 |
| Escudería 1000 Lagos       | Ford Fiesta R5         | Daniel Marbán                   | Víctor M. Ferrero        | 1                 |
| Teo Martín Motorsport      | Volkswagen Polo GTI R5 | Daniel Marbán                   | Víctor M. Ferrero        | 2-4               |
| Teo Martín Motorsport      | Volkswagen Polo GTI R5 | Cristian García Martínez        | Mario González Tomé      | 11                |
| Escudería La Coruña        | Citroën DS3 R5         | Roberto Blach, jr               | José Murado              | 1-2, 4, 6-7       |
| ACSM Rallye Team           | Škoda Fabia R5         | Xavi Pons                       | Rodrigo Sanjuan          | 2, 4, 11          |
| Recalvi Team               | Škoda Fabia R5         | José Antonio Suárez             | Alberto Iglesias Pin     | 7                 |
| Blendio                    | Ford Fiesta R5         | Félix Fernández Sevilla         | Jovino Peláez            | 4, 7-8            |
| Blendio                    | Ford Fiesta R5         | Félix Fernández Sevilla         | Borja Odriozola          | 9                 |
| Blendio                    | Ford Fiesta N5         | Alfredo Tamés                   | Ramón Suárez             | 4, 7-8, 11        |
| Blendio                    | Suzuki Swift Sport     | José Álvarez Celis              | Fátima Macías            | 4                 |
| Blendio                    | Suzuki Swift Sport     | José Álvarez Celis              | Pablo Sánchez            | 8                 |
| Blendio                    | Kia Rio N5             | Ángel Paniceres Fuentes         | Francisco Javier Álvarez | 7-9, 11           |
| Blendio                    | Citroën C3 N5          | Óscar Freire                    | Cándido Carrera          | 7-9               |
| Blendio                    | Citroën C3 R1          | Sara Fernández                  | Ángel Muriedas           | 7                 |
| Blendio                    | Citroën C3 R1          | Marcos Llanos                   | Jairo Gómez              | 9                 |
| Blendio                    | Citroën DS3 R3T Max    | Daniel Peña                     | Raúl Pérez               | 8-9               |
| Blendio                    | Citroën DS3 R3T Max    | Daniel Martínez                 | Javier Soto              | 8-9               |
| Blendio                    | Citroën Saxo VTS       | Alberto Cadelo                  | Mariano Benito           | 9                 |
| Blendio                    | Citroën Saxo VTS       | Esteban Delgado                 | David Álvarez            | 9                 |
| Blendio                    | Nissan 350Z            | Francisco J. Ventoso            | Luis Canales             | 10-11             |

## Resultados

### Campeonato de pilotos
- Total puntos netos, resultados descontados.
- Para clasificarse el piloto debe completar un mínimo del 50% de las pruebas.

| Pos.            | Piloto                        | SMO | CAN | ADE | OUR | COC | FER | PDA | LLA | CAN | MED | MAD | Puntos |
| --------------- | ----------------------------- | --- | --- | --- | --- | --- | --- | --- | --- | --- | --- | --- | ------ |
| 1.              | Pepe López                    | 1   | 1   |     | 1   | Ret | 1   | Ret | 1   | 3   | 1   | 2   | 282    |
| 2.              | Iván Ares                     | 2   | 2   | 1   | Ret | 1   | 2   | Ret | 2   | 2   | Ret | 1   | 246    |
| 3.              | Surhayen Pernía               | 3   | 3   | 4   | 2   | 2   |     | 2   | Ret | 1   | 2   | 4   | 240    |
| 4.              | Joan Vinyes                   | Ret |     | 11  | 3   | 4   | 5   | 3   | 3   | Ret | 4   | 9   | 183    |
| 5.              | Javier Pardo                  | Ret |     | 6   | 4   | 3   |     | Ret | 4   | 4   | 5   | Ret | 148    |
| 6.              | Alberto Monarri               | 10  | 12  | 16  | 5   |     |     | 7   | 7   |     |     | 15  | 94     |
| 7.              | Roberto Blach, jr.            | 4   |     |     | 8   |     | 4   | 4   |     |     |     |     | 92     |
| 8.              | José Antonio Suárez           | Ret | 9   | 2   |     |     |     | 1   |     |     |     |     | 86     |
| 9.              | Ángel Paniceres Fuentes       |     |     |     |     |     |     | 6   | 6   | Ret |     | 11  | 53     |
| 10.             | Alfredo Tamés                 |     |     |     | 7   |     |     | Ret | 5   |     |     | 12  | 51     |
| 11.             | José Fernando Rico            |     |     |     | 19  | 9   | 6   | 18  | 32  |     | 13  | 37  | 49     |
| 12.             | Óscar Sarabia                 |     |     |     | 13  | 6   |     | 12  | 15  |     |     | 27  | 45     |
| 13.             | Aarón Zorrilla                |     |     |     | 18  | 12  | 9   | Ret | 27  | 10  |     | 33  | 40     |
| 14.             | Pablo Medina Figueroa         |     | 25  | 22  | 17  | 14  | 10  | 22  | 25  |     | 9   | 31  | 39     |
| 15.             | Pablo Pazó                    |     |     |     | 16  | 11  | 7   | Ret | 29  |     |     |     | 35     |
| 16.             | Ignacio Braña                 | 28  |     |     | 21  | 19  | 11  | 13  | 18  | 11  |     | 24  | 35     |
| 17.             | Unai de la Dehesa             |     |     |     | 26  | 15  | 15  | 16  |     |     | 10  | 32  | 30     |
| 18.             | David Cortés                  |     |     |     | Ret | 7   |     | Ret | 20  |     | 12  | 28  | 29     |
| 19.             | Francisco A. López Pacheco    | Ret | Ret | 13  | 14  |     |     | Ret | 10  |     | Ret |     | 28     |
| 20.             | Miguel García Gutiérrez       |     |     |     | 15  | Ret | Ret | 15  | 19  |     | 11  | 29  | 25     |
| 21.             | Emma Falcón                   | 9   | 16  |     | Ret |     |     | Ret |     |     |     |     | 20     |
| 22.             | Juan Carlos Castro Maroño     |     |     |     | 22  | 8   | 18  | Ret |     |     | Ret | 34  | 20     |
| 23.             | Javier Bouza                  | 30  |     |     | 29  | 20  | 8   | 19  |     |     |     | 40  | 20     |
| 24.             | Yeray Lemes                   |     | 7   | Ret | Ret |     |     |     |     |     |     |     | 19     |
| 25.             | Juan Carlos Fernández Pedrero |     |     |     | 24  | 17  | 13  | 21  |     |     | 15  | 36  | 18     |
| 26.             | Domingo Joel Ramos            |     | Ret | Ret | 42  | 16  | 14  | 51  |     |     |     |     | 14     |
| 27.             | Luis Arenas Tamés             |     |     |     | 30  | 25  | 14  | 20  |     |     |     | 41  | 11     |
| 28.             | José Manuel Lamela Lojo       |     |     |     | 28  | 13  | Ret |     |     |     |     |     | 8      |
| 29.             | José Antonio Martínez del Río |     |     |     | 49  | 32  | 33  | 49  |     | 15  |     | 52  | 6      |
| 30.             | José Calvar González          | Ret | Ret | Ret | 50  | 35  | 38  | 56  | 47  | 16  |     |     | 5      |
| 31.             | Francisco Montes Iglesias     |     |     |     | Ret | 21  | 22  | 25  | 37  |     | 17  | Ret | 4      |
| 32.             | Édgar Vigo                    |     | Ret |     | 23  |     | Ret | 28  |     |     | 19  | Ret | 2      |
| No clasificados |                               |     |     |     |     |     |     |     |     |     |     |     |        |
|                 | Enrique Cruz                  |     | 5   | 3   |     |     |     |     |     |     |     |     | 50     |
|                 | Jesús Puras                   |     |     |     |     |     |     | 9   |     | 5   |     |     | 38     |
|                 | Adrián García Febles          |     | 11  | 5   |     |     |     |     |     |     |     |     | 34     |
|                 | Daniel Peña                   |     |     |     |     |     |     |     | 8   | 8   |     |     | 34     |
|                 | Josep Bassas Mas              | 8   |     |     |     |     |     |     | 9   |     |     | 22  | 32     |
|                 | José Luis Peláez Olivares     | 16  |     |     |     |     |     |     |     |     | 3   |     | 32     |
|                 | Víctor Senra                  |     |     |     |     |     | 3   |     |     |     |     |     | 28     |
|                 | Alfredo de Dominicis          |     | Ret |     | 11  |     |     | 8   |     |     |     | 17  | 28     |
|                 | Luis Monzón                   |     | 4   |     |     |     |     |     |     |     |     |     | 27     |
|                 | Iago Caamaño                  | 5   |     |     |     |     |     |     |     |     |     |     | 23     |
|                 | Félix Macías                  |     |     |     |     | 5   |     |     |     |     |     |     | 23     |
|                 | Álvaro Iglesias Gutiérrez     |     |     |     |     |     |     | 5   |     |     |     |     | 23     |
|                 | Víctor Javier Delgado Febles  |     | 14  | 9   |     |     |     |     |     |     |     |     | 22     |
|                 | Xevi Pons                     |     | 6   |     | Ret |     |     |     |     |     |     | 3   | 22     |
|                 | Juan Carlos Quintana          |     | Ret |     | 12  |     |     | 10  |     |     |     | 16  | 22     |
|                 | Nicolás Cabanes Gómez         |     |     |     | Ret | 23  | 16  | 23  |     |     | 8   |     | 22     |
|                 | Daniel Marbán                 | 6   | Ret |     | Ret |     |     |     |     |     |     |     | 21     |
|                 | Fran Cima                     | 13  |     |     | 10  |     |     | Ret |     |     |     | Ret | 21     |
|                 | Daniel Alonso                 |     |     |     | 6   |     |     |     |     |     |     |     | 21     |
|                 | Daniel Martínez González      |     |     |     |     |     |     |     | Ret | 6   |     |     | 21     |
|                 | Miguel Ángel Fuster           |     |     |     |     |     |     |     |     |     | 6   |     | 21     |
|                 | Daniel Berdomás               | 7   |     |     |     |     |     |     |     |     |     | 13  | 19     |
|                 | Manuel Nicolás Mesa Pérez     |     |     | 7   |     |     |     |     |     |     |     |     | 19     |
|                 | Domingo Estrada Gómez         |     |     |     |     |     |     |     |     | 7   |     | Ret | 19     |
|                 | Francisco Javier Polidura     |     |     |     |     |     |     |     |     |     | 7   |     | 19     |
|                 | Armide Martín                 |     | 8   | Ret |     |     |     |     |     |     |     |     | 17     |
|                 | Ángel Bello                   |     |     | 8   |     |     |     |     |     |     |     |     | 17     |
|                 | Óscar Freire                  |     |     |     |     |     |     | 14  | 12  | Ret |     |     | 16     |
|                 | Alberto Otero                 |     |     |     | 9   |     |     |     |     |     |     |     | 15     |
|                 | Adrián Costas Alonso          |     |     |     |     |     |     |     |     | 9   |     |     | 15     |
|                 | Miguel Iván Armas             |     | 10  |     |     |     |     |     |     |     |     |     | 13     |
|                 | Marco Lorenzo                 |     |     | 10  |     |     |     |     |     |     |     |     | 13     |
|                 | Daniel Castro Rodríguez       |     |     |     |     | 10  |     |     |     |     |     |     | 13     |
|                 | Daniel Pereira Nunes          | 11  |     |     |     |     |     |     |     |     |     |     | 11     |
|                 | Marcos Canedo López           |     |     |     | Ret |     |     | 11  |     |     |     | Ret | 11     |
|                 | Fernando Compairé             |     |     |     |     |     |     |     | 11  |     |     | 8   | 11     |
|                 | Sergi Francolí                | 12  |     |     |     |     |     |     |     |     |     |     | 9      |
|                 | Sebastián Nauzet Brito        |     |     | 12  |     |     |     |     |     |     |     |     | 9      |
|                 | Imanol Mendiguchía Herrero    |     |     |     |     |     |     |     |     | 12  |     |     | 9      |
|                 | Juan Manuel Mañá Benarroch    |     |     |     |     |     |     | 17  | 23  |     | 16  |     | 9      |
|                 | José Mª Reyes                 | 13  |     |     |     |     |     |     |     |     |     | 6   | 8      |
|                 | Sergio Fuentes Matias         |     | 20  | 14  |     |     |     |     |     |     |     |     | 8      |
|                 | José Luis García Molina       |     |     |     |     |     |     |     | 13  |     |     |     | 8      |
|                 | Félix Fernández Sevilla       |     |     |     | 31  |     |     | Ret | 36  | 13  |     |     | 8      |
|                 | Ruairi Bell                   | 14  |     |     |     |     |     |     |     |     |     | 23  | 7      |
|                 | Juan José Abia de la Torre    | 27  |     |     |     |     |     | Ret | 14  |     |     |     | 7      |
|                 | Óscar Martínez Fuentes        |     |     |     |     |     |     |     |     | 14  |     |     | 7      |
|                 | Rafael Gil Sánchez            |     |     |     |     |     |     |     |     |     | 14  |     | 7      |
|                 | Álvaro Pérez Abeijón          | 15  |     |     |     |     |     |     |     |     |     |     | 6      |
|                 | Efrén Llarena                 |     | 15  |     |     |     |     |     |     |     |     |     | 6      |
|                 | Ignacio Sainz de la Maza      |     | 31  | 15  |     |     |     |     |     |     |     |     | 6      |
|                 | Borja Cué                     |     |     |     |     |     |     |     | 16  |     |     |     | 5      |
|                 | Carlos Fernandes              | 17  |     |     |     |     |     |     |     |     |     | 18  | 4      |
|                 | Iván Alemán Hernández         |     | 17  |     |     |     |     |     |     |     |     |     | 4      |
|                 | Moisés Beneharo Rodríguez     |     |     | 17  |     |     |     |     |     |     |     |     | 4      |
|                 | Alejandro Martínez Bacelo     |     |     |     |     |     | 17  |     |     |     |     |     | 4      |
|                 | Santiago García Paz           | 21  |     |     |     |     |     |     | 17  |     |     |     | 4      |
|                 | Ricardo Silva Costa           | 18  |     |     |     |     |     |     |     |     |     |     | 3      |
|                 | Noe Armas Vega                |     | 18  |     |     |     |     |     |     |     |     |     | 3      |
|                 | Domingo Jesús Hernández       |     |     | 18  |     |     |     |     |     |     |     |     | 3      |
|                 | Antonio Pérez Orozco          |     |     |     |     | 18  |     |     |     |     |     |     | 3      |
|                 | Iago Gabeiras Fraga           | 19  |     |     |     |     | Ret |     | Ret |     |     | Ret | 2      |
|                 | Raúl Hernández Hernández      | 25  | 19  |     |     |     |     |     |     |     |     |     | 2      |
|                 | David Perdomo Hernández       |     |     | 19  |     |     |     |     |     |     |     |     | 2      |
|                 | Pablo Rey Vázquez             |     |     |     |     |     | 19  |     |     |     |     |     | 2      |
|                 | Ricardo Sousa                 | 20  |     |     |     |     |     |     |     |     |     |     | 1      |
|                 | Tanausú Delgado Mulero        | 26  | 22  | 20  |     |     |     |     |     |     |     |     | 1      |
|                 | Miguel Álvarez González       |     |     |     | 20  |     |     |     |     |     |     |     | 1      |
|                 | Rubén Gandoy                  |     |     |     |     |     | 20  |     |     |     |     |     | 1      |

### Campeonato de marcas
| Pos. | Marca   | Puntos |
| ---- | ------- | ------ |
| 1.   | Hyundai | 453    |
| 2.   | Citroën | 401    |
| 3.   | Suzuki  | 375    |
| 4.   | Ford    | 295    |
| 5.   | Peugeot | 285    |
| 6.   | Abarth  | 121    |
| 7.   | Renault | 105    |

### Trofeo de concursantes colectivos
| Pos. | Equipo                        | Puntos |
| ---- | ----------------------------- | ------ |
| 1.   | Blendio                       | 281    |
| 2.   | Escudería Ferrol              | 139    |
| 3.   | Tineo Auto Club               | 138    |
| 4.   | Fuertwagen Motorsport         | 118    |
| 5.   | Beranga Competición           | 97     |
| 6.   | Escudería Aterura             | 84     |
| 7.   | Club Automóvil Milesocasiones | 79     |
| 8.   | Adal Sport                    | 78     |
| 9.   | Yacar Racing                  | 65     |
| 10.  | Zamundio Racing Elkartea      | 63     |

### Campeonato de copilotos
| Pos. | Copiloto          | Puntos |
| ---- | ----------------- | ------ |
| 1.   | Borja Rozada      | 282    |
| 2.   | David Vázquez     | 246    |
| 3.   | Alba Sánchez      | 240    |
| 4.   | Jordi Mercader    | 183    |
| 5.   | Adrián Pérez      | 148    |
| 6.   | Rodrigo Sanjuan   | 95     |
| 7.   | Alberto Chamorro  | 94     |
| 8.   | José Murado       | 92     |
| 9.   | Alberto Iglesias  | 86     |
| 10.  | Raquel Ruiz Arias | 69     |

### Copa pilotos vehículos FIA
| Pos. | Piloto                          | Puntos |
| ---- | ------------------------------- | ------ |
| 1.   | Pepe López                      | 267    |
| 2.   | Iván Ares                       | 255    |
| 3.   | Surhayen Pernía                 | 236    |
| 4.   | Alberto Monarri                 | 135    |
| 5.   | Ignacio Braña                   | 122    |
| 6.   | Roberto Blach Núñez             | 100    |
| 7.   | José Antonio Suárez             | 82     |
| 8.   | Francisco Antonio López Pacheco | 63     |
| 9.   | Édgar Vigo                      | 55     |
| 10.  | Óscar Palomo                    | 35     |

### Copa copilotos vehículos FIA
| Pos. | Copiloto               | Puntos |
| ---- | ---------------------- | ------ |
| 1.   | Borja Hernández Rozada | 267    |
| 2.   | Alba Sánchez           | 236    |
| 3.   | David Vázquez          | 225    |
| 4.   | Raquel Ruiz Arias      | 162    |
| 5.   | Alberto Chamorro       | 135    |
| 6.   | José Murado            | 100    |
| 7.   | Borja Odriozola        | 93     |
| 8.   | Rodrigo Sanjuan        | 75     |
| 9.   | Fátima Ameneiro        | 55     |
| 10.  | Javier Martínez        | 35     |

### Trofeo copilotos femeninos
| Pos. | Piloto            | Puntos |
| ---- | ----------------- | ------ |
| 1.   | Alba Sánchez      | 280    |
| 2.   | Raquel Ruiz Arias | 258    |
| 3.   | Eva Costas        | 166    |
| 4.   | Laura El Hage     | 133    |
| 5.   | Fátima Ameneiro   | 77     |

### Trofeo pilotos júnior
| Pos. | Piloto             | Puntos |
| ---- | ------------------ | ------ |
| 1.   | Unai de La Dehesa  | 230    |
| 2.   | Miguel María Durán | 125    |
| 3.   | Víctor Colorado    | 124    |
| 4.   | Óscar Palomo       | 117    |

### Trofeo copilotos júnior
| Pos. | Piloto              | Puntos |
| ---- | ------------------- | ------ |
| 1.   | Ángel Luis Vela     | 212    |
| 2.   | Laura Salvo El Hage | 175    |
| 3.   | Adrián Torreiro     | 105    |

### Trofeo vehículos GT
| Pos. | Piloto          | Puntos |
| ---- | --------------- | ------ |
| 1.   | Alberto Monarri | 202    |

### Trofeo copilotos vehículos GT
| Pos. | Copiloto         | Puntos |
| ---- | ---------------- | ------ |
| 1.   | Alberto Chamorro | 202    |

### Trofeo pilotos vehículos R5
| Pos. | Piloto                          | Puntos |
| ---- | ------------------------------- | ------ |
| 1.   | Pepe López                      | 267    |
| 2.   | Iván Ares                       | 255    |
| 3.   | Surhayen Pernía                 | 261    |
| 4.   | Roberto Blach Núñez             | 102    |
| 5.   | Francisco Antonio López Pacheco | 73     |

### Trofeo copilotos vehículos R5
| Pos. | Copiloto        | Puntos |
| ---- | --------------- | ------ |
| 1.   | Borja Rozada    | 267    |
| 2.   | Alba Sánchez    | 261    |
| 3.   | David Vázquez   | 225    |
| 4.   | Borja Odriozola | 115    |
| 5.   | José Murado     | 102    |

### Trofeo pilotos vehículos R2
| Pos. | Piloto        | Puntos |
| ---- | ------------- | ------ |
| 1.   | Ignacio Braña | 211    |
| 2.   | Édgar Vigo    | 90     |

### Trofeo copilotos vehículos R2
| Pos. | Copiloto          | Puntos |
| ---- | ----------------- | ------ |
| 1.   | Raquel Ruiz Arias | 211    |
| 2.   | Fátima Ameneiro   | 90     |
| 3.   | Javier Martínez   | 69     |

### Trofeo pilotos vehículos N
| Pos. | Piloto                        | Puntos |
| ---- | ----------------------------- | ------ |
| 1.   | José Antonio Martínez del Río | 197    |
| 2.   | Juan Carlos Checa González    | 62     |

### Trofeo copilotos vehículos N
| Pos. | Copiloto            | Puntos |
| ---- | ------------------- | ------ |
| 1.   | Ignacio José Davila | 162    |

### Trofeo pilotos vehículos N3
| Pos. | Piloto                    | Puntos |
| ---- | ------------------------- | ------ |
| 1.   | Pablo Medina              | 202    |
| 2.   | Óscar Sarabia             | 186    |
| 3.   | José Fernando Rico        | 148    |
| 4.   | Aarón Zorrilla            | 148    |
| 5.   | Unai de La Dehesa         | 145    |
| 6.   | Miguel García Gutiérrez   | 142    |
| 7.   | Javier Bouza Díaz         | 128    |
| 8.   | Juan Carlos Fernández     | 113    |
| 9.   | David Cortés              | 110    |
| 10.  | Juan Carlos Castro Maroño | 101    |

### Trofeo copilotos vehículos N3
| Pos. | Copiloto              | Puntos |
| ---- | --------------------- | ------ |
| 1.   | Juan Antonio Dertiano | 186    |
| 2.   | Noel Claro            | 148    |
| 3.   | Alain Peña            | 145    |
| 4.   | Laura Salvo El Hage   | 142    |
| 5.   | José A. Vázquez       | 128    |
| 6.   | Óscar Arranz          | 113    |
| 7.   | Ariday Bonilla        | 110    |
| 8.   | Jairo Gómez           | 105    |
| 9.   | Javier Moltó          | 101    |
| 10.  | Brais Mirón           | 91     |

### Trofeo pilotos vehículos N5
| Pos. | Piloto       | Puntos |
| ---- | ------------ | ------ |
| 1.   | Joan Vinyes  | 262    |
| 2.   | Javier Pardo | 195    |

### Trofeo copilotos vehículos N5
| Pos. | Copiloto       | Puntos |
| ---- | -------------- | ------ |
| 1.   | Jordi Mercader | 262    |
| 2.   | Adrián Pérez   | 195    |

### Trofeo pilotos vehículos 2RM
| Pos. | Piloto             | Puntos |
| ---- | ------------------ | ------ |
| 1.   | Alberto Monarri    | 224    |
| 2.   | Pablo Medina       | 145    |
| 3.   | Óscar Sarabia      | 143    |
| 4.   | Ignacio Braña      | 134    |
| 5.   | José Fernando Rico | 123    |
| 6.   | Miguel García      | 107    |
| 7.   | Aarón Zorrilla     | 106    |
| 8.   | Unai de La Dehesa  | 104    |
| 9.   | David Cortés       | 83     |
| 10.  | Pablo Pazó         | 80     |

### Trofeo copilotos vehículos 2RM
| Pos. | Copiloto              | Puntos |
| ---- | --------------------- | ------ |
| 1.   | Alberto Chamorro      | 224    |
| 2.   | Juan Antonio Dertiano | 141    |
| 3.   | Raquel Ruiz Arias     | 134    |
| 4.   | Noel Claro            | 122    |
| 5.   | Laura Salvo El Hage   | 105    |
| 6.   | Alain Peña            | 103    |
| 7.   | Brais Mirón           | 85     |
| 8.   | Ariday Bonilla        | 80     |
| 9.   | Sergio Martínez       | 80     |
| 10.  | Jairo Gómez           | 77     |

### Beca Júnior R2 BKR2
| Pos. | Piloto                 | Puntos |
| ---- | ---------------------- | ------ |
| 1.   | Josep Bassas Mas       | 120    |
| 2.   | Sergi Francolí         | 102    |
| 3.   | Óscar Palomo           | 65     |
| 4.   | Iago Gabeiras          | 63     |
| 5.   | Santiago García Paz    | 52     |
| 6.   | Delbin García Alonso   | 43     |
| 7.   | José Mª Reyes González | 21     |
| 8.   | Álvaro Pérez Abeijón   | 14     |
| 9.   | Raúl Hernández         | 9      |
| 10.  | Julio Martínez Cazorla | 0      |

### Copa Dacia Sandero
| Pos. | Piloto                 | Puntos |
| ---- | ---------------------- | ------ |
| 1.   | David Quijada          | 267    |
| 2.   | Jonathan Álvarez Arias | 241    |
| 3.   | Juan M. Freire Correa  | 215    |
| 4.   | José Frade Docampo     | 73     |
| 5.   | Pedro M. Hernández     | 66     |
| 6.   | José L. Fuentes        | 28     |
| 7.   | Paco Llinares          | 28     |
| 8.   | Alberto Vega Pérez     | 2      |
| 9.   | José Sánchez Plaza     | 1      |

### Copa Suzuki Swift
| Pos. | Piloto             | Puntos |
| ---- | ------------------ | ------ |
| 1.   | Óscar Sarabia      | 145    |
| 2.   | Miguel García      | 90     |
| 3.   | Pablo Medina       | 79     |
| 4.   | Fernando Rico      | 76     |
| 5.   | Unai de La Dehesa  | 75     |
| 6.   | David Cortés       | 73     |
| 7.   | Juan Carlos Castro | 60     |
| 8.   | Aarón Zorrilla     | 58     |
| 9.   | Pablo Pazó         | 55     |
| 10.  | Nicolás Cabanes    | 49     |

### Copa N5 RMC
| Pos. | Piloto               | Puntos |
| ---- | -------------------- | ------ |
| 1.   | Alfredo Tamés        | 85     |
| 2.   | Juan Carlos Quintana | 82     |
| 3.   | Alfredo Dedo         | 75     |
| 4.   | Francisco Cima       | 65     |
| 5.   | Roberto Rozada       | 37     |
| 6.   | Ángel Paniceres      | 26     |
| 7.   | Alberto Otero        | 26     |
| 8.   | Daniel Marbán        | 20     |
| 9.   | Álvaro A. Iglesias   | 19     |
| 10.  | Marcos Canedo        | 19     |